# Cleveland Museum of Art
Ej att förväxla med Cleveland Institute of Art

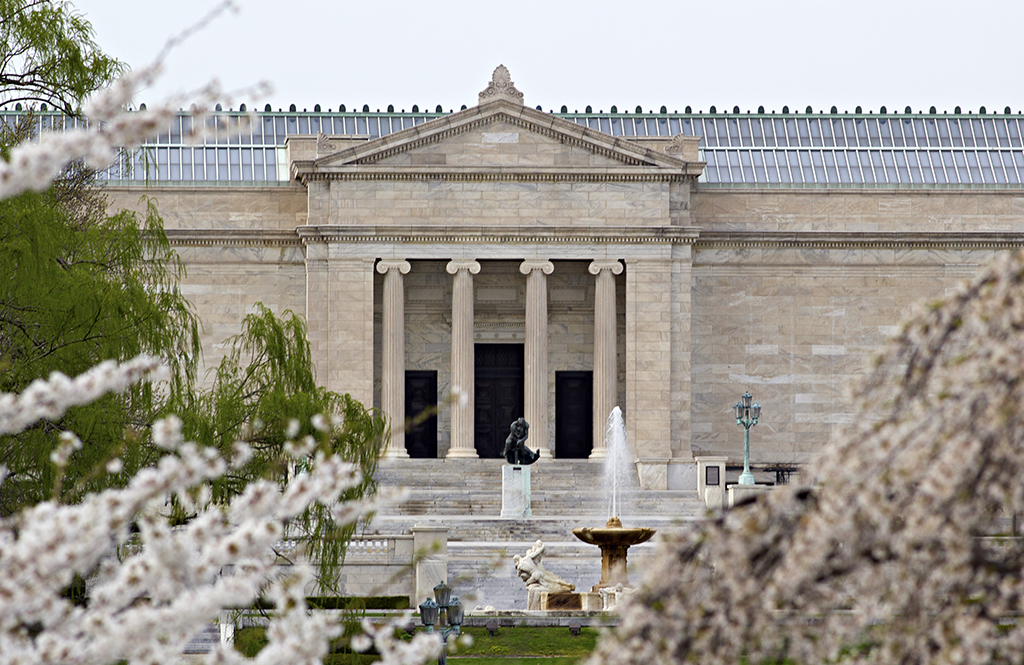
Cleveland Museum of Art

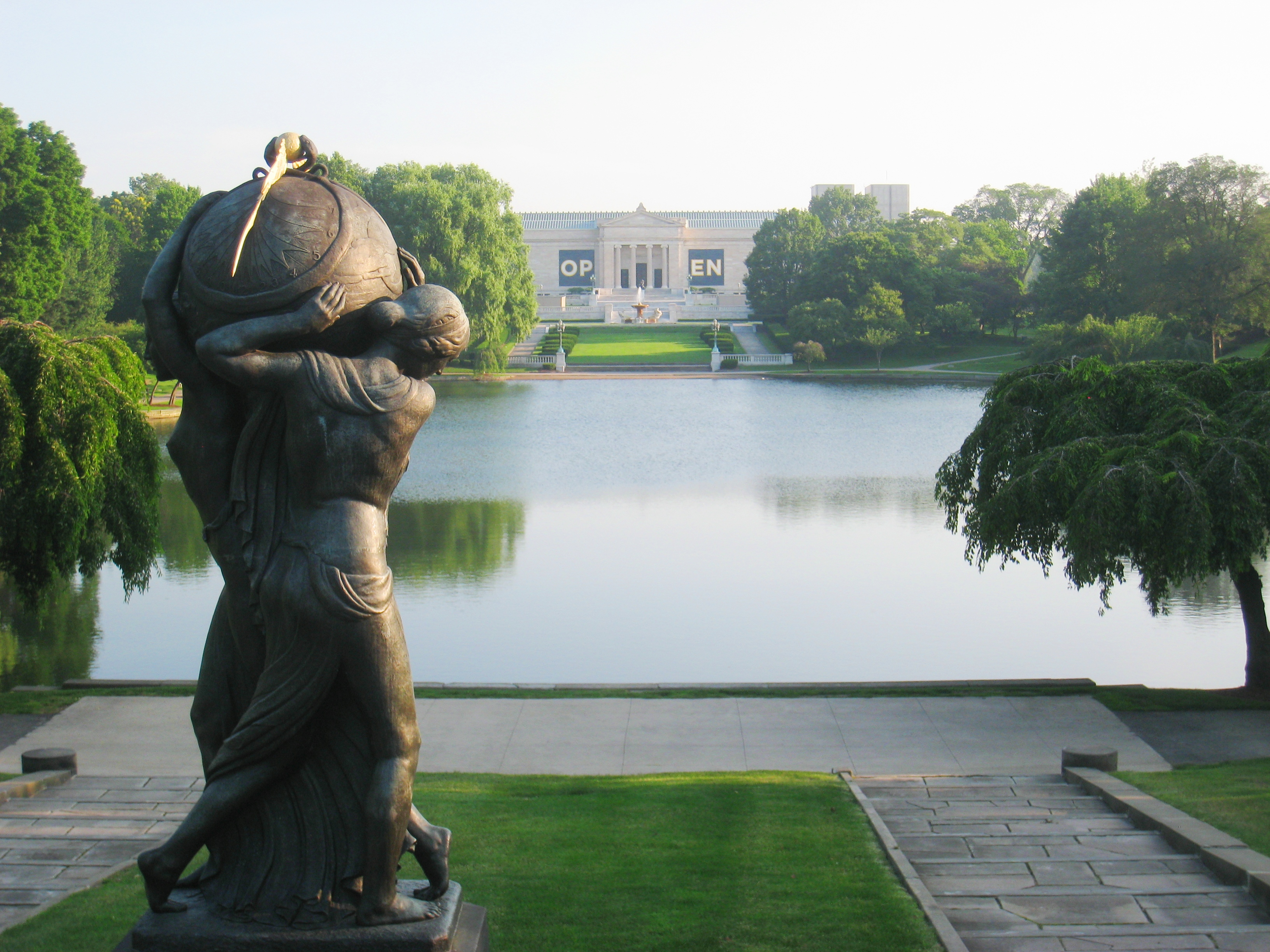
Museet sett från ingången till Wade park från Euclid Avenue, med Frank Jirouchs bronsskultptur Night Passing the Earth to Day från 1928 i förgrunden

Cleveland Museum of Art är ett amerikanskt konstmuseum i Cleveland i Ohio. 
Cleveland Museum of Art är känt för sina samlingar av asiatisk och egyptisk konst, Det har ungefär 43.000 konstobjekt. Det grundades 1913 på basis av en donation från industriägarna i Cleveland Hinman Hurlbut, John Huntington och Horace Kelley. Museets nyklassisistiska, vita marmorbyggnad uppfördes i södra delen av Wade Park. Muset invigdes i juni 1916. 
Museet byggdes ut 1958, varvid golvytan dubblerades, samt 1971 med norra flygeln. I juni 2010 öppnades östra flygeln.

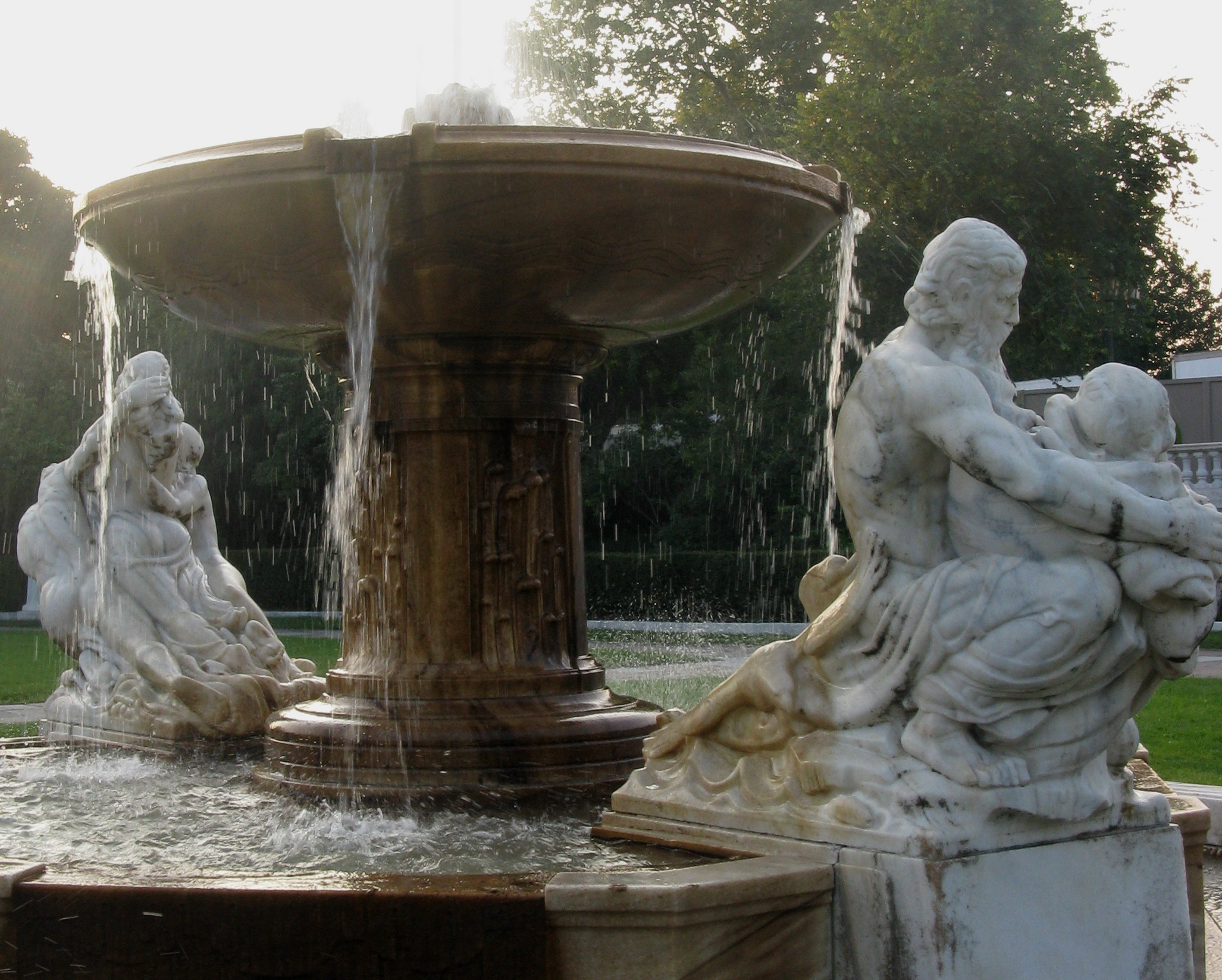
Chester Beachs fontän vid museets huvudentré

Utanför museet finns skulpturparken Wade Park Fine Arts Garden med bland andra Chester Beachs Fountain of the Waters från 1927, Gaetano Trentanoves minnesmärke från 1904 över den polske hjälten från det amerikanska frihetskriget Tadeusz Kościuszko, Frank Jirouchs solur i brons Night Passing the Earth to Day från 1928 och Auguste Rodins Tänkaren.

## Bildgalleri

Caravaggio: Korsfästningen av Sankt Andreas 1607
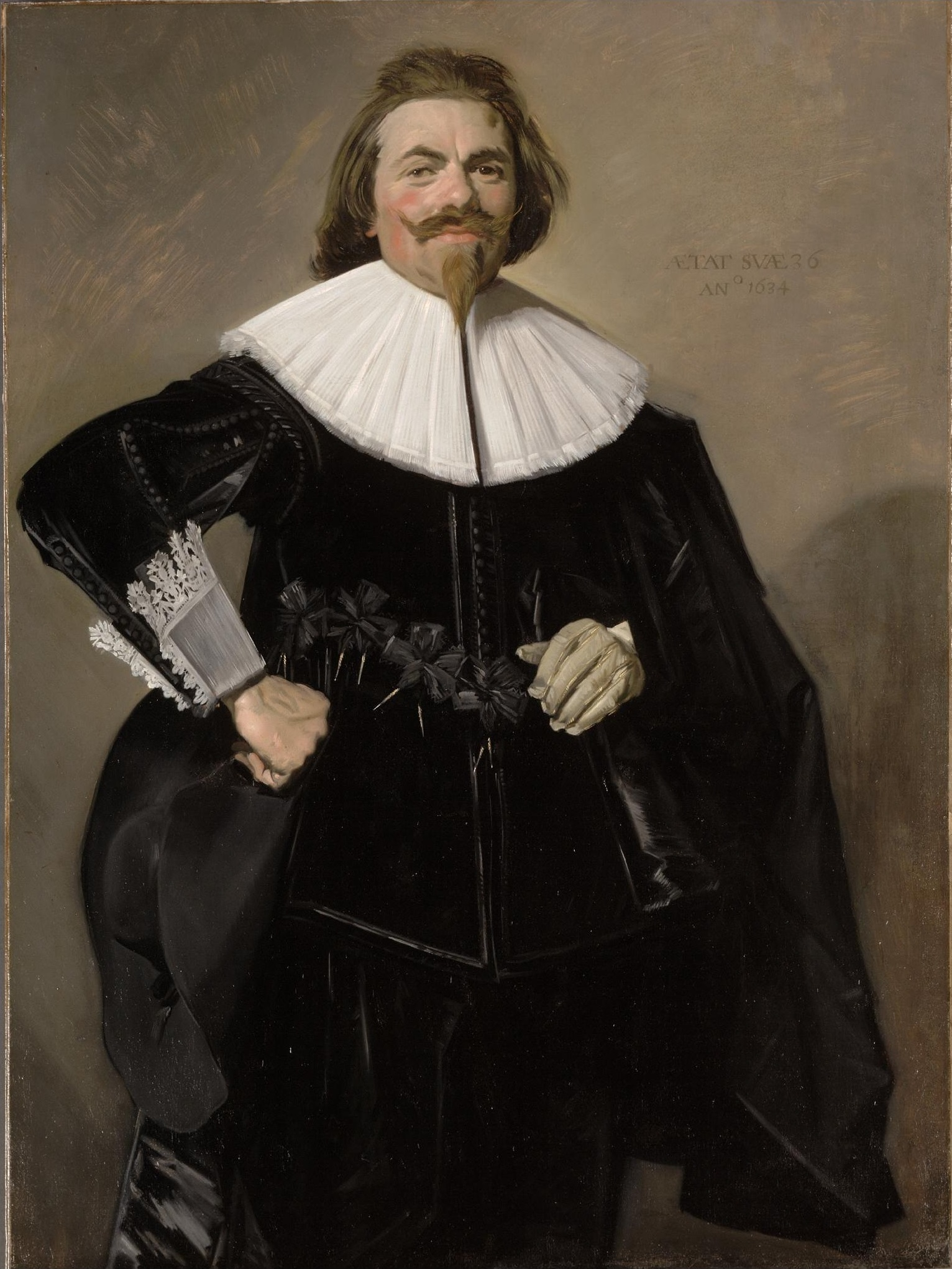
Frans Hals: Porträtt av Tieleman Roosterman 1634
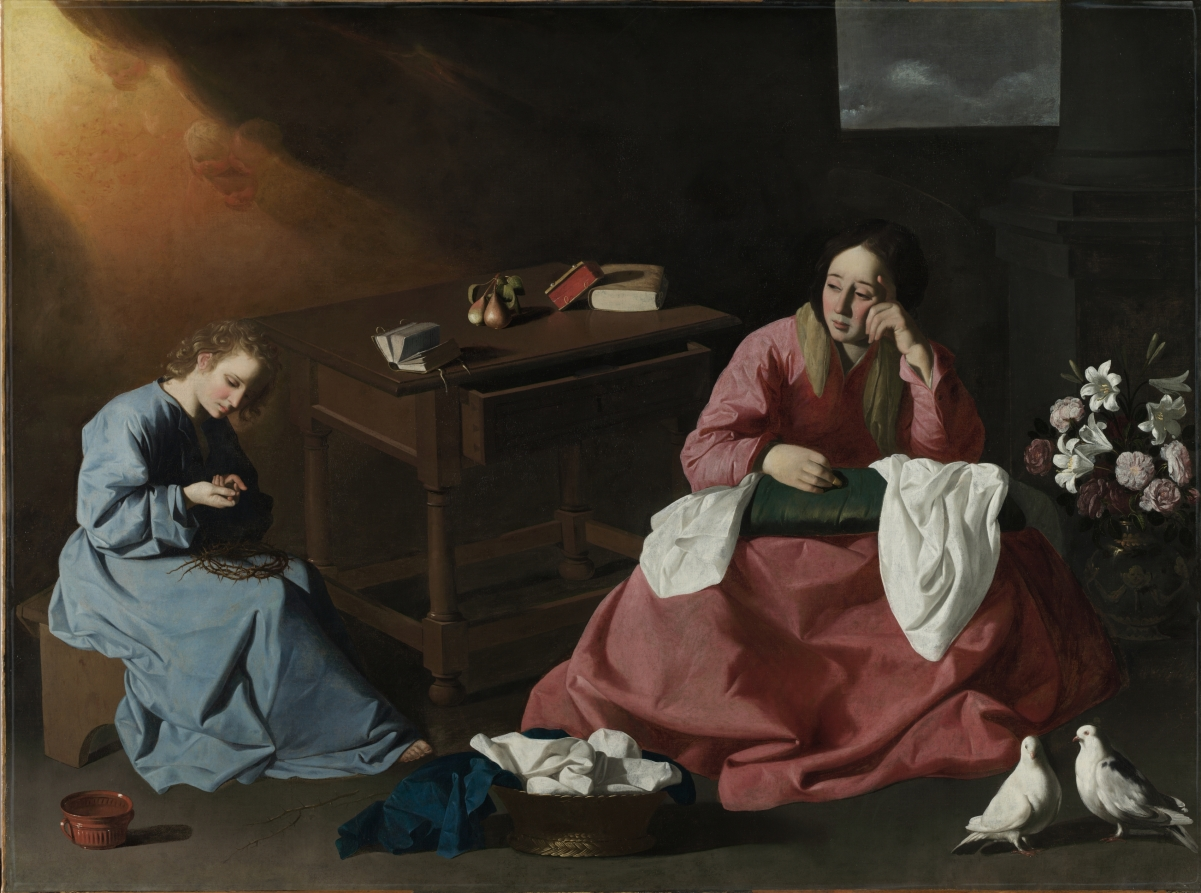
Francisco de Zurbarán: Kristus och jungfrun i huset i Nazareth 1631–40
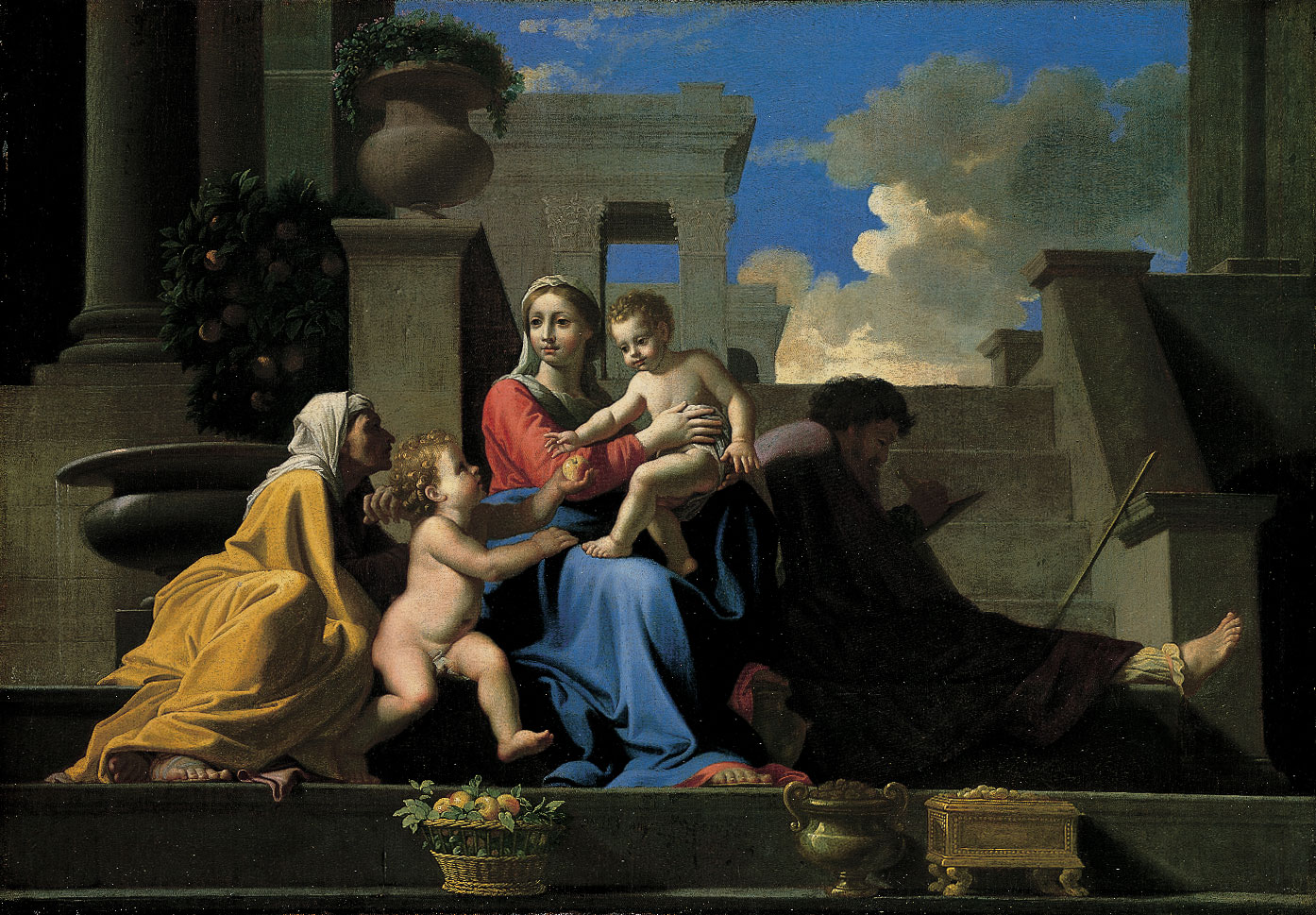
Nicolas Poussin: Den heliga familjen på trappan 1648
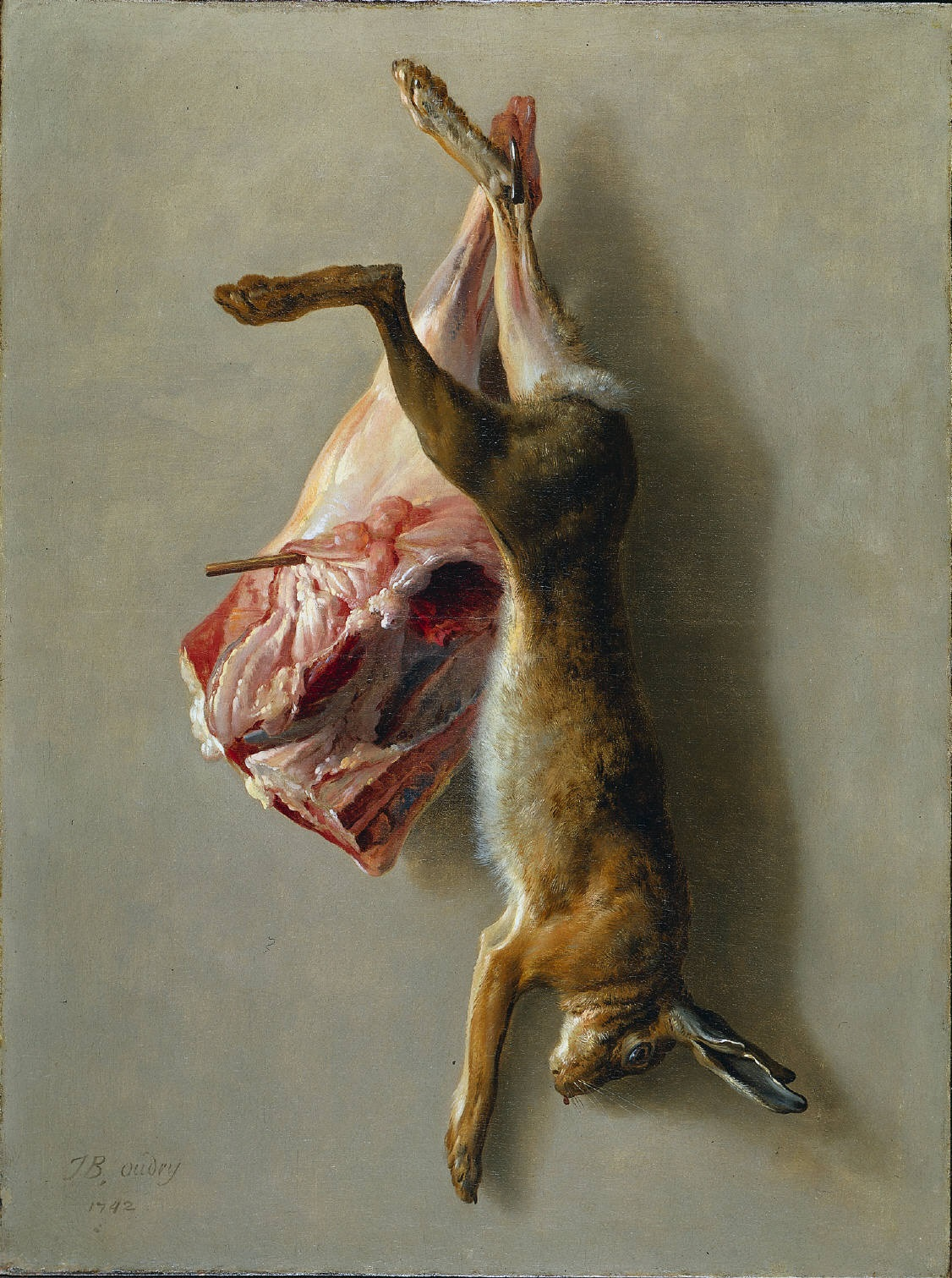
Jean-Baptiste Oudry:  Hare och lammben 1742
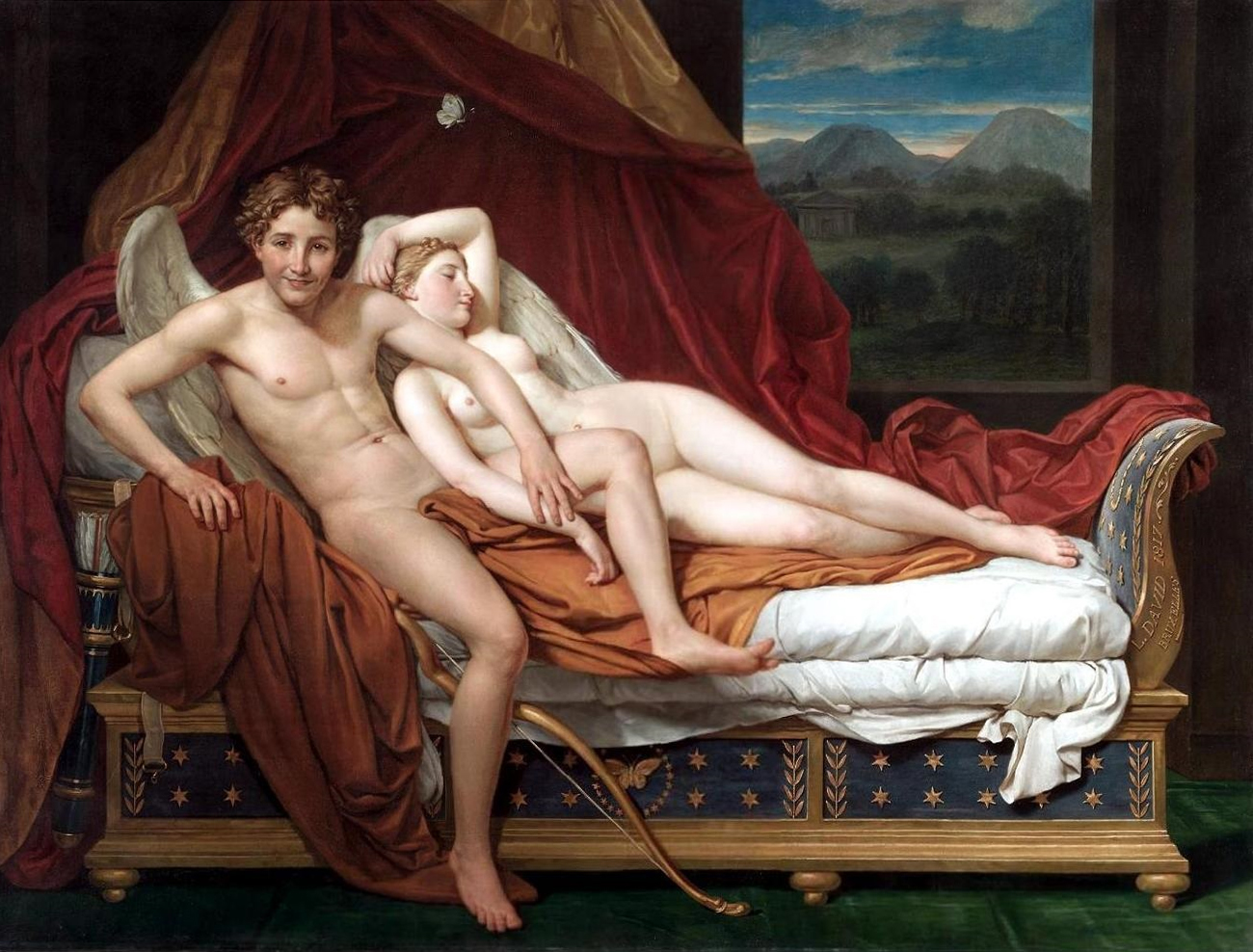
Jacques-Louis David: Amor och Psyche 1817
J.M.W. Turner: Branden i Parlamentshuset 16 oktober 1834 1835
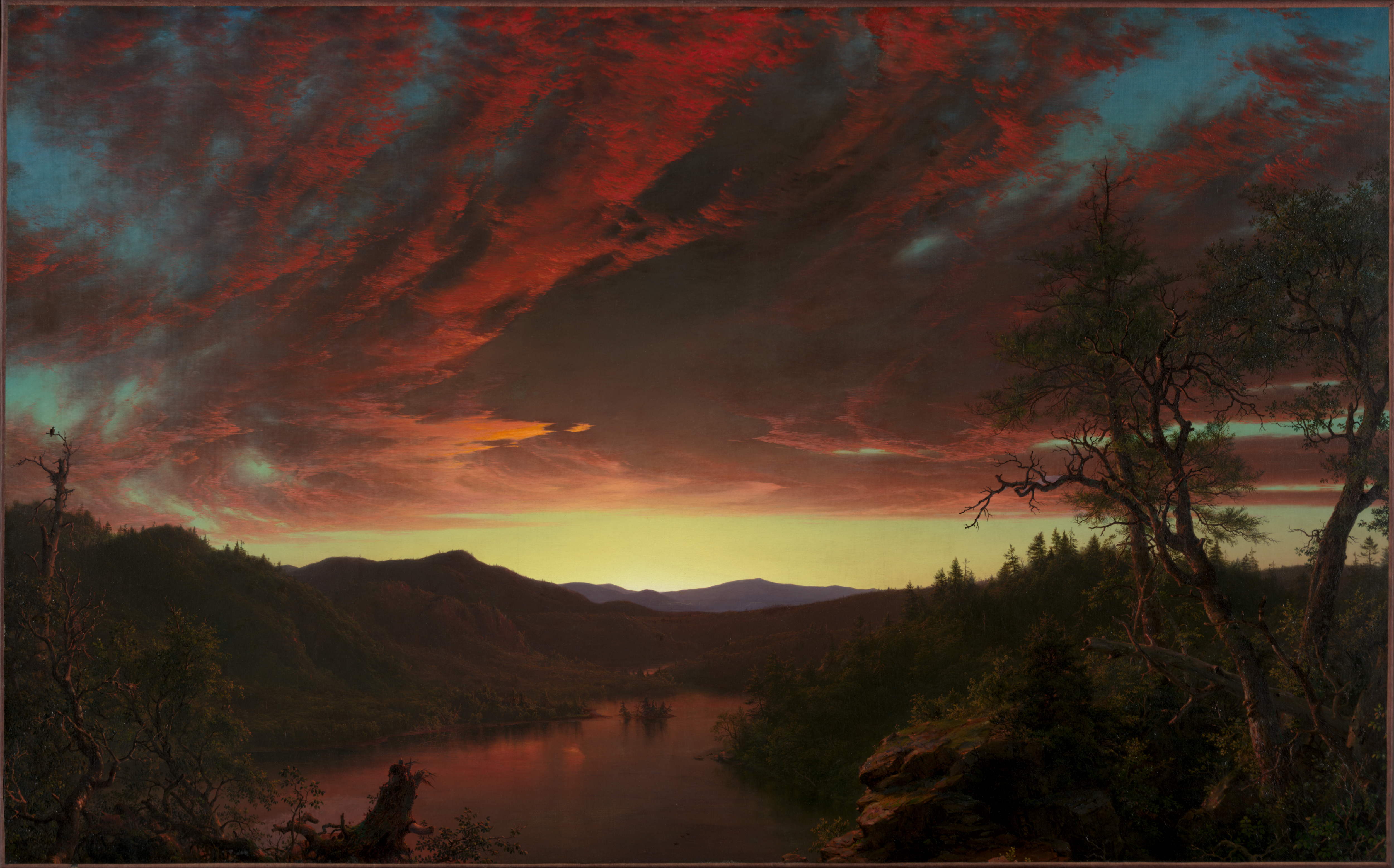
Frederic Edwin Church: Skymning i vildmarken  1860
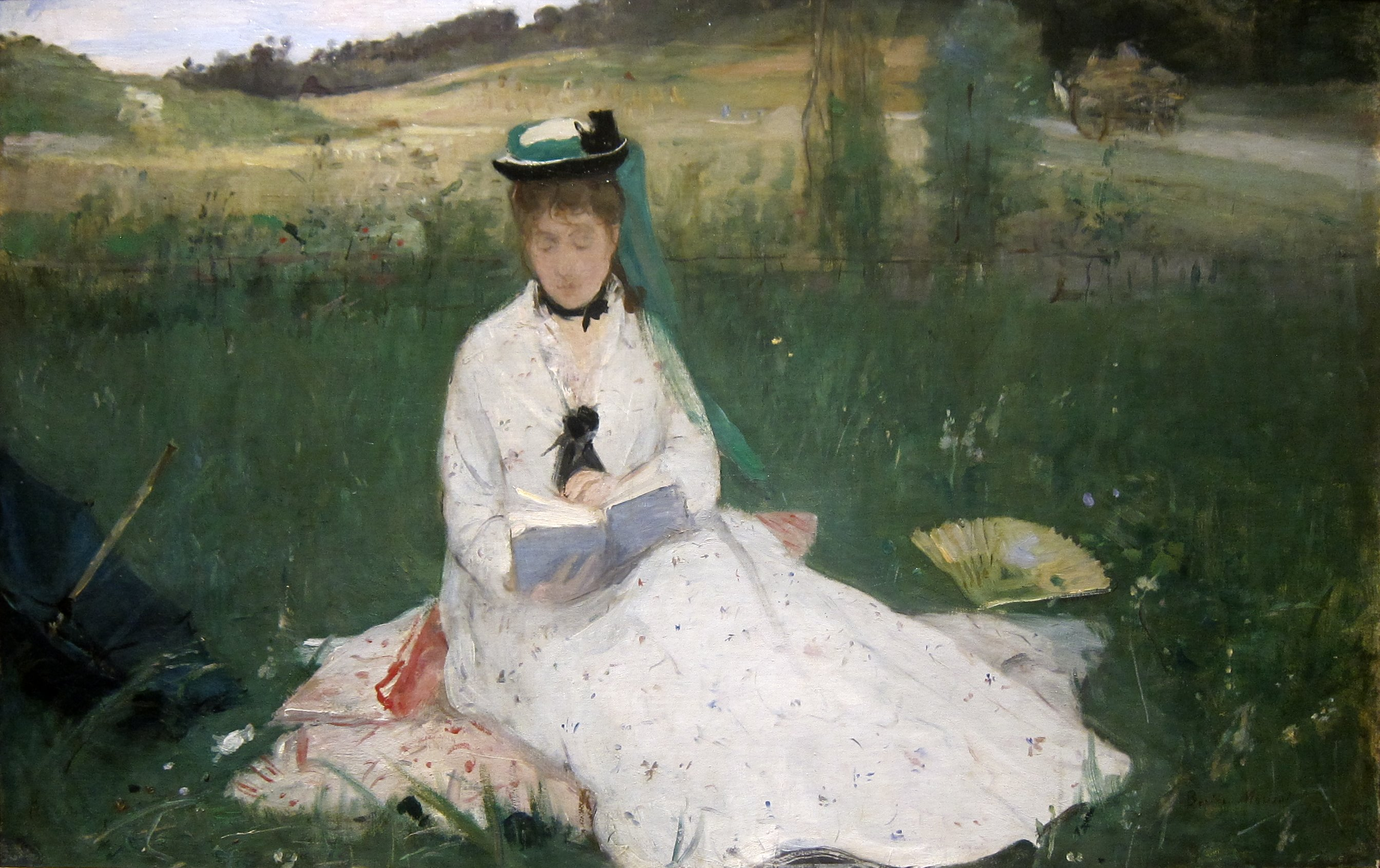
Berthe Morisot: Läsning 1873
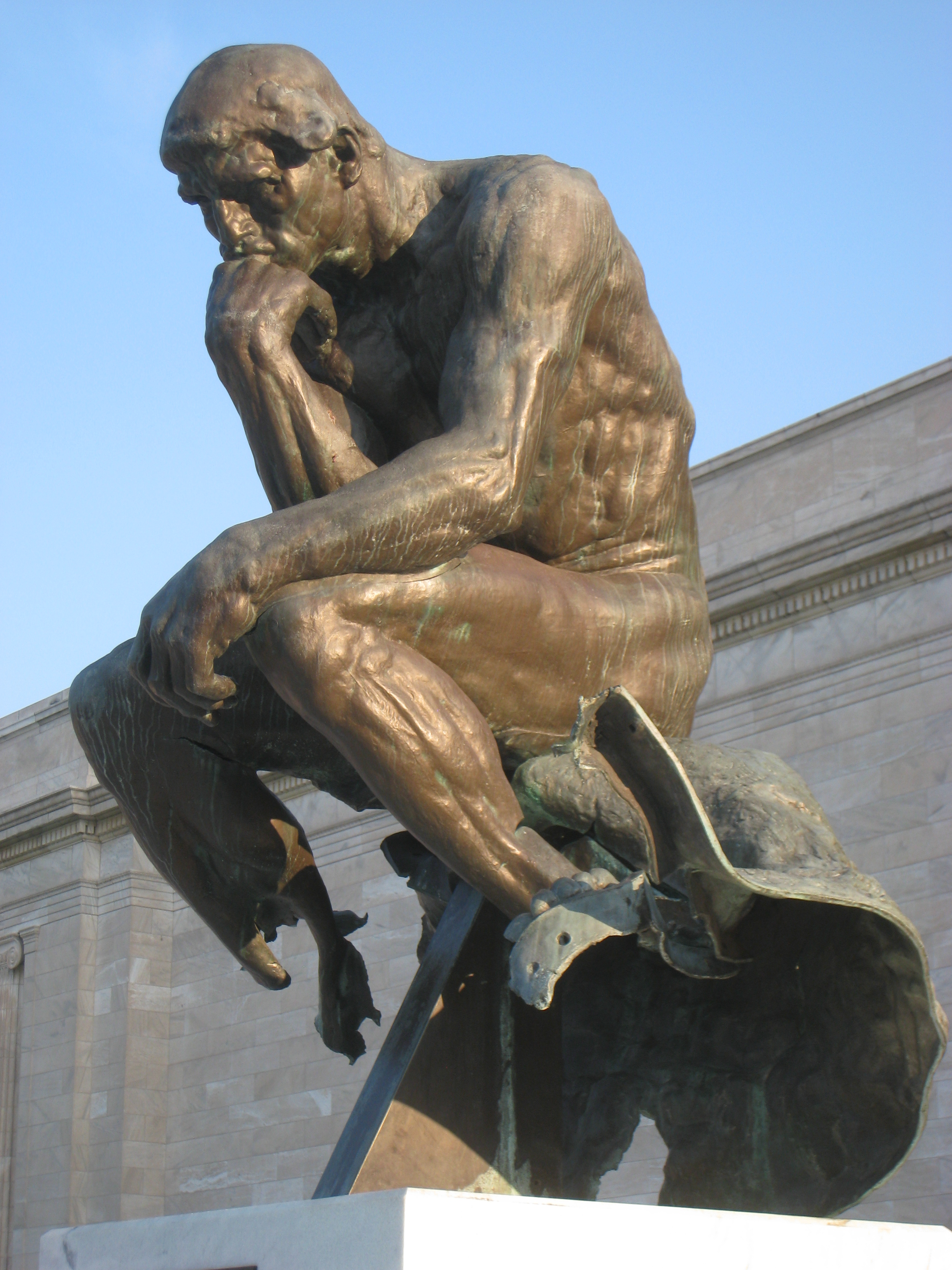
Auguste Rodin: Tänkaren, 1880-81
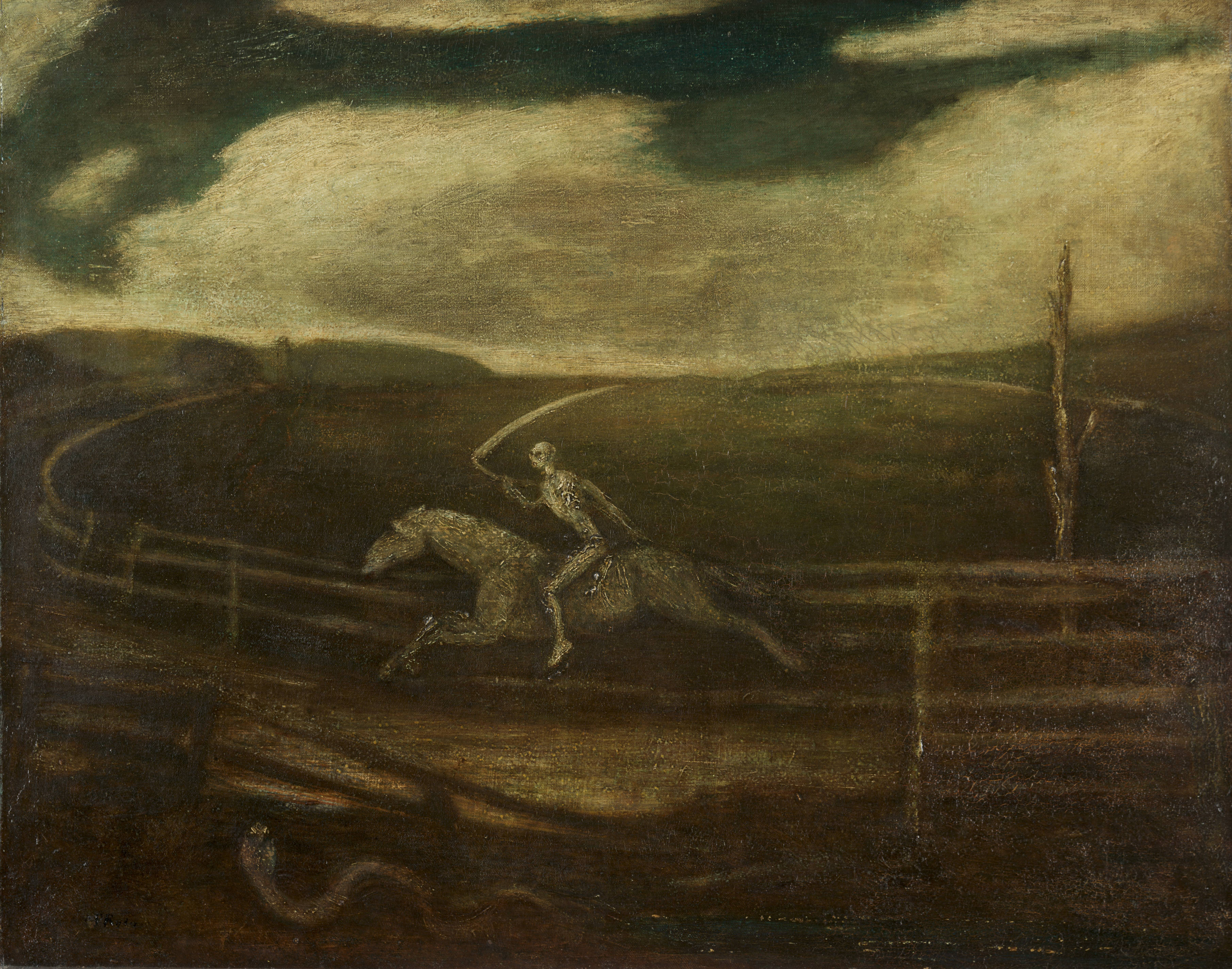
Albert Pinkham Ryder: Kapplöpningsbanan 1896-1908
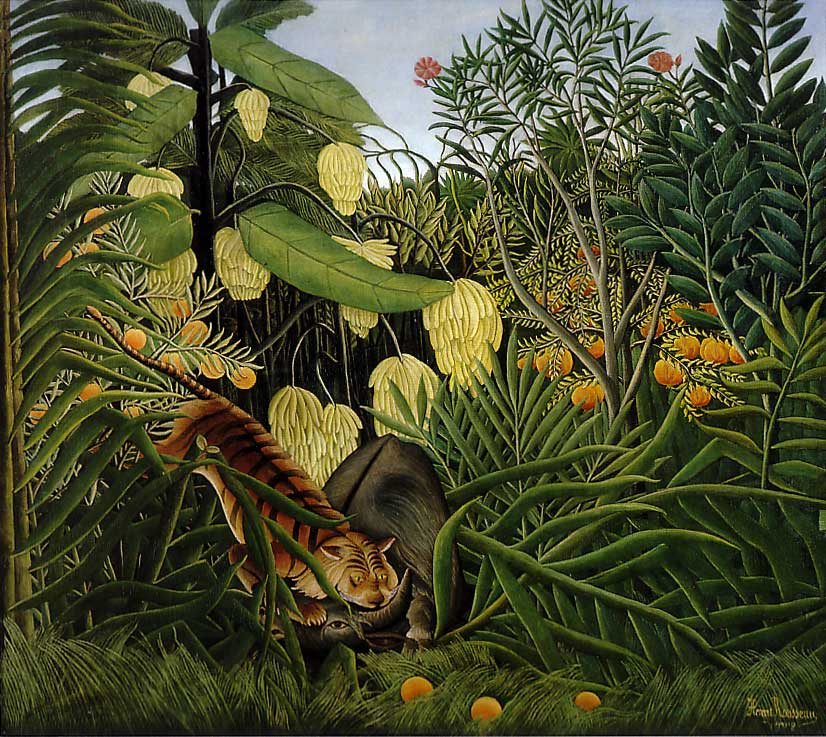
Henri Rousseau: Kampen mellan en tiger och en buffel 1908
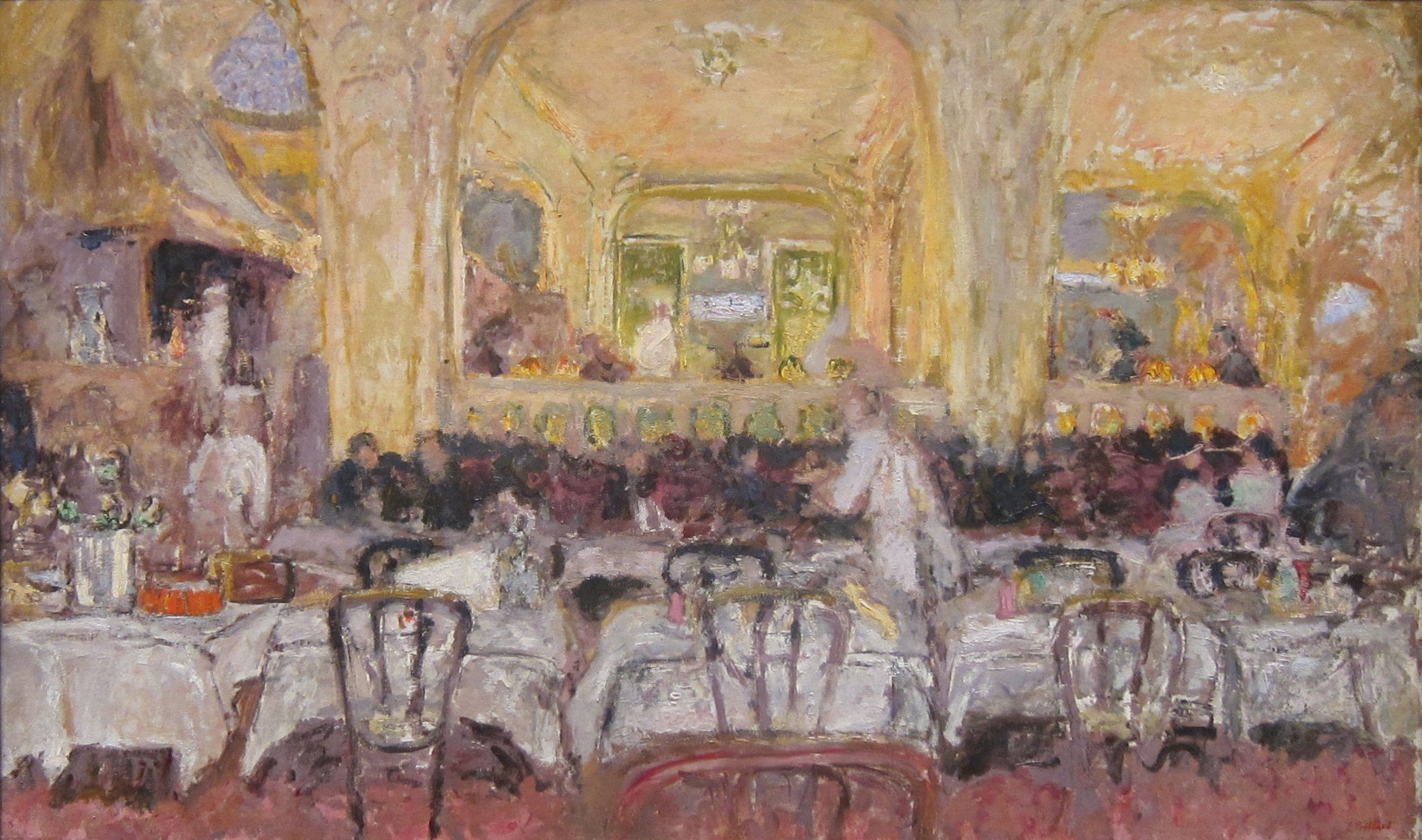
Édouard Vuillard: Café Wepler 1908–10
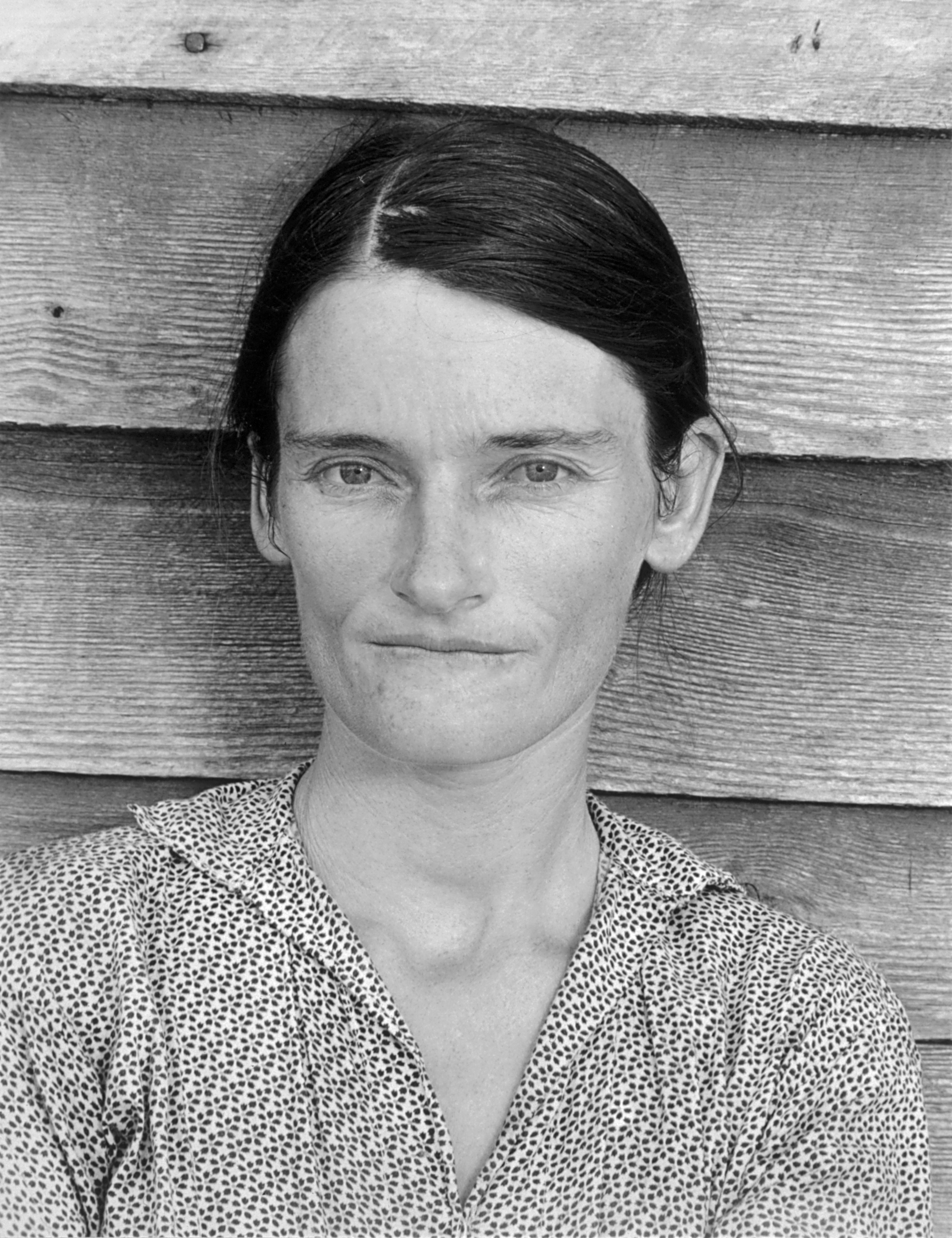
Walker Evans: Allie Mae Burroughs, Wife of a Cotton Sharecropper, Hale County, Alabama 1936